# Wąglanka
Wąglanka – rzeka, lewy dopływ Drzewiczki o długości 40,23 km. 
Wypływa w okolicach wsi Brody i początkowo kieruje się na zachód, a po przepłynięciu pod drogą krajową 42 w pobliżu miejscowości Dęba zmienia kierunek na północny. Następnie mija miejscowości Głupiów, Kopaniny, gdzie przecina drogę wojewódzką 746 oraz Sworzyce. Na 11 kilometrze, w miejscowości Miedzna Murowana, znajduje się zbiornik Wąglanka - Miedzna. Dalej, płynąc w tym samym kierunku, dociera do miejscowości Wąglany, a potem do Opoczna, gdzie przyjmuje lewy dopływ Opoczniankę, a następnie wpada do Drzewiczki.